# Boog van Scipio Africanus
De Boog van Scipio Africanus (Latijn:Fornix Scipionis) was een triomfboog in het oude Rome.
De boog werd in 190 v.Chr. gebouwd in opdracht van Publius Cornelius Scipio Africanus. Het was een van de eerste triomfbogen die in Rome werd opgericht. Het is onduidelijk wat de aanleiding voor deze boog was, Scipio Africanus hield dat jaar geen triomftocht. Mogelijk bouwde hij hem ter ere van zijn overwinning op Hannibal in 203 v.Chr. Scipio vertrok in 190 v.Chr. naar Griekenland om te vechten tegen Antiochus de Grote, die de door de Carthagers verbannen Hannibal in dienst hadden genomen.
De Boog van Scipio Africanus stond op de Capitolijn, bij de grote Tempel van Jupiter Optimus Maximus. De boog stond vermoedelijk over de Clivus Capitolinus en gaf zo toegang tot de Area Capitolina. Het was de toegangspoort in de ommuring van dit tempelcomplex. De boog was versierd met zeven vergulde standbeelden en twee beelden van paarden. Aan de voorzijde van de boog stonden twee marmeren fonteinen.
De Boog van Scipio Africanus is geheel verdwenen, er zijn geen restanten van teruggevonden.

## Antieke bron
1. ↑  Livius, Ab Urbe Condita - 37.3.7
2. ↑  Livius, Ab Urbe Condita - 37.1.6

## Referentie
- A.G. Thein, Fornix: P. Corn. Scipio Africanus
- L. Richardson, jr, A New Topographical Dictionary of Ancient Rome, Baltimore - London 1992. pp.154. ISBN 0801843006
- A.H. Lushkov, The Arch of Scipio Africanus: A Re-interpretation[dode link]